# Tuffi ai campionati mondiali di nuoto 2019 - Squadra mista
Il concorso della squadra mista dei campionati mondiali di nuoto 2019 è stata disputata il 16 luglio presso il Nambu International Aquatics Centre di Gwangju.

## Programma
| Data           | Ora (UTC+9) | Turno  |
| -------------- | ----------- | ------ |
| 16 luglio 2019 | 20:45       | Finale |

## Risultati
| Class   | Nazione       | Atleti                                 | Punti  |
| ------- | ------------- | -------------------------------------- | ------ |
| Oro     | Cina          | Yang Jian Lin Shan                     | 416.65 |
| Argento | Russia        | Sergej Nazin Julija Timošinina         | 390.05 |
| Bronzo  | Stati Uniti   | Andrew Capobianco Katrina Young        | 357.60 |
| 4       | Malaysia      | Chew Yiwei Leong Mun Yee               | 347.80 |
| 5       | Australia     | Cassiel Rousseau Laura Hingston        | 329.30 |
| 6       | Gran Bretagna | Ross Haslam Eden Cheng                 | 327.90 |
| 7       | Colombia      | Sebastián Villa Castañeda Diana Pineda | 325.40 |
| 8       | Germania      | Lars Rüdiger Maria Kurjo               | 324.50 |
| 9       | Ucraina       | Oleksij Sereda Anna Arnautova          | 323.20 |
| 10      | Messico       | Ivan García Paola Espinosa             | 319.55 |
| 11      | Svezia        | Vinko Paradzik Ellen Ek                | 315.65 |
| 12      | Cuba          | Carlos Ramos Anisley García            | 306.60 |
| 13      | Italia        | Riccardo Giovannini Chiara Pellacani   | 301.05 |
| 14      | Venezuela     | Óscar Ariza María Betancourt           | 294.00 |
| 15      | Brasile       | Isaac de Souza Filho Tammy Takagi      | 287.10 |
| 16      | Thailandia    | Thitipoom Marksin Ramanya Yanmongkon   | 238.70 |